# Třída Liberté
Třída Liberté byla třída predreadnoughtů francouzského námořnictva. Celkem byly postaveny čtyři jednotky této třídy. Ve službě byly v letech 1908–1922. Liberté byla roku 1911 zničena vnitřní explozí. Ostatní se ještě účastnily první světové války.

## Stavba
Jednalo se o vylepšenou verzi třídy République se silnější sekundární výzbrojí. Čtyři jednotky této třídy postavily v letech 1903–1908 francouzské loděnice Arsenal de Brest v Brestu, Société Nouvelle des Forges et Chantiers de la Méditerranée v La Seyne, Ateliers et Chantiers de la Loire v St. Nazaire a Forges et Chantiers de la Gironde v Bordeaux.
Jednotky třídy Liberté:
| Jméno      | Loděnice                     | Založení kýlu  | Spuštěna        | Vstup do služby | Poznámka                                                        |
| ---------- | ---------------------------- | -------------- | --------------- | --------------- | --------------------------------------------------------------- |
| Démocratie | Arsenal de Brest             | 1. května 1903 | 30. dubna 1904  | leden 1908      | Vyřazena 1921.                                                  |
| Justice    | Chantiers de la Méditerranée | duben 1903     | 27. října 1904  | únor 1908       | Vyřazena 1922.                                                  |
| Liberté    | Chantiers de la Loire        | listopad 1902  | 19. dubna 1905  | březen 1908     | Dne 25. září 1911 zničena vnitřní explozí. Vrak byl sešrotován. |
| Vérité     | Chantiers de la Gironde      | duben 1903     | 28. května 1907 | červen 1908     | Vyřazena 1922.                                                  |

## Konstrukce

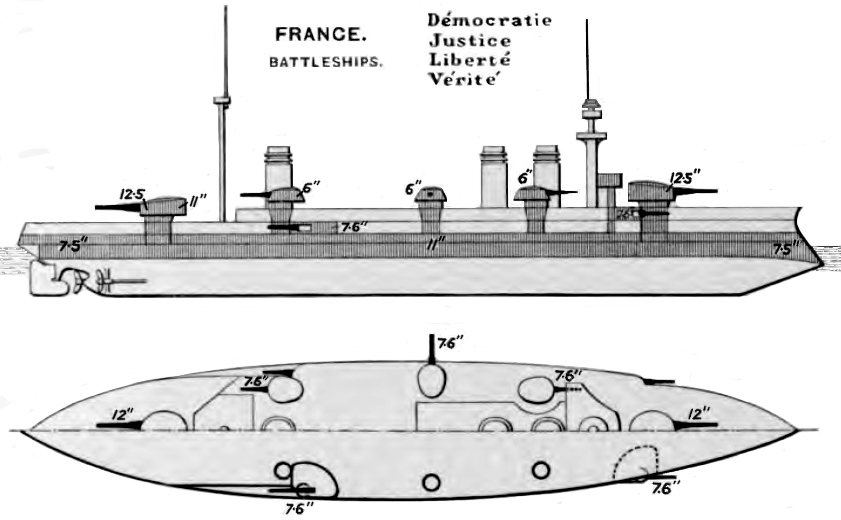
Základní uspořádání třídy

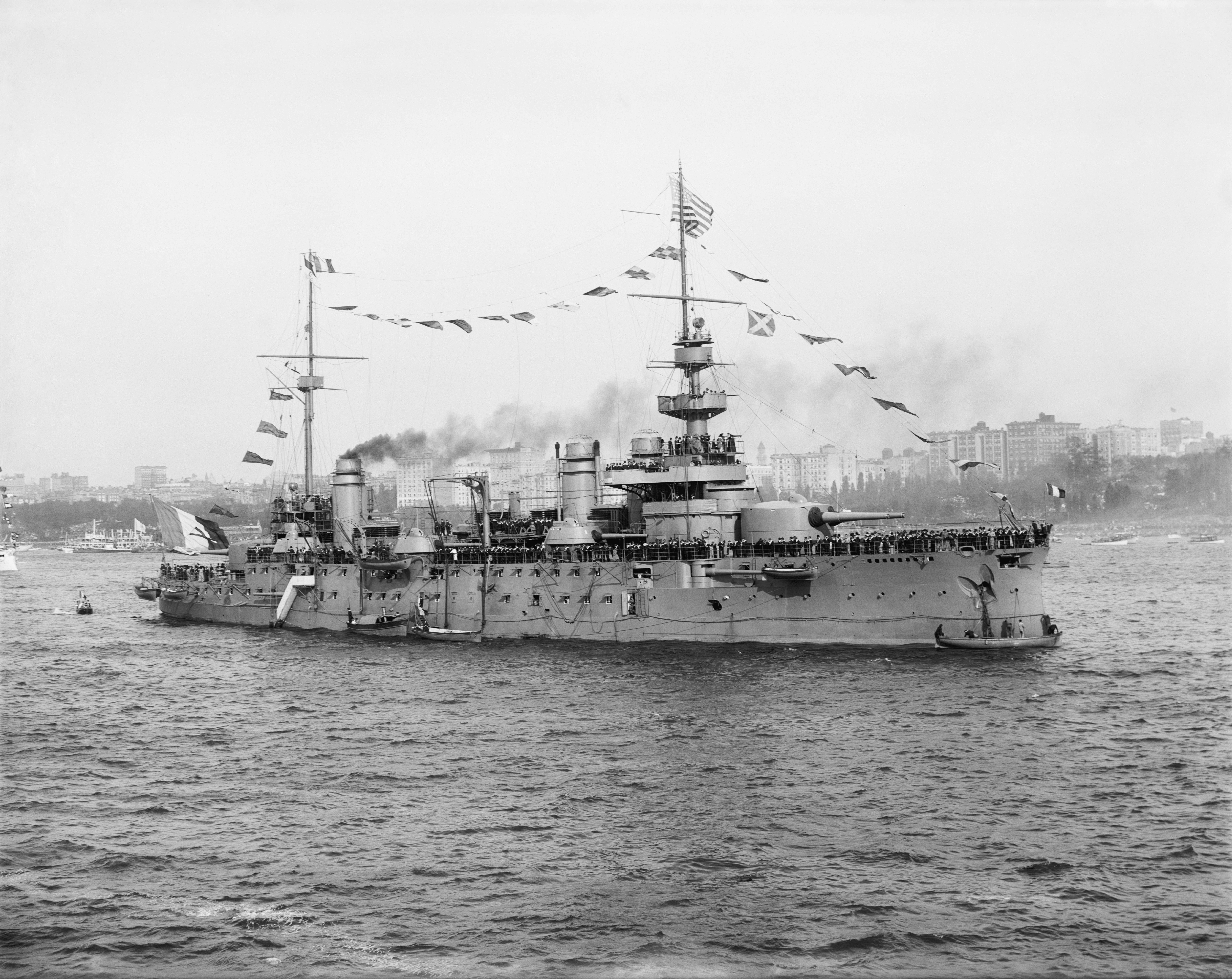
Justice

Hlavní výzbroj tvořily čtyři 305mm kanóny umístěné ve dvoudělových věžích na přídi a na zádi. Sekundární výzbroj představovalo deset 194mm kanónů umístěných v šesti jednodělových věžích a v kasematách. Lehkou výzbroj představovalo třináct rychlopalných 65mm (9liberních) kanónů a deset 47mm (3liberních) kanónů. Výzbroj doplňovaly dva 457mm torpédomety. Pohonný systém tvořilo 22 kotlů Belleville (Justice 24 kotlů Niclausse) a tři parní stroje o výkonu 18 500 hp, které poháněly tři lodní šrouby. Nejvyšší rychlost dosahovala 19 uzlů. Dosah byl 8400 námořních mil při 10 uzlech.